# ハマヒナノウスツボ
ハマヒナノウスツボ（浜雛の臼壺、学名：Scrophularia grayanoides、シノニム：Scrophularia grayana var. grayanoides ）は、ゴマノハグサ科ゴマノハグサ属の多年草。
かつて、エゾヒナノウスツボの変種とされていた。エゾヒナノウスツボと同じく生育地は海岸の岩場と似るものの、草の全姿、草丈の大きさその他に違いがあり、現在はかつての分類上の基本種の変種ではなく、独立した種として認められている。

## 特徴
かつて、基本種とされたエゾヒナノウスツボと比べ全体に小型。茎は細く、4稜があるがいちじるしくない。葉は対生して、短い葉柄があり、葉身は長さ5-10cm、幅2.5-8cmになる。葉の先端はとがり、縁には先のとがった鋸歯がある。
花期は7月。茎の先に分枝する円錐花序をつけ、花をまばらにつける。花柄は細く腺毛がまばらに生える。花冠は小さく長さ5-7mmで、壺形で先は唇形になり、上唇は2裂し、下唇3裂し、下唇の中央裂片は反り返る。雄蕊は4個あって花冠下唇側につき、横に広い楕円形の葯の縁が裂けて花粉を出す。仮雄蕊が1個ある。雌蕊は1個で花柱は花外に伸び出す。果実は、長さ5-7mmの先のとがった三角状卵形の蒴果になり、胞間裂開する。種子は楕円形でごく小さい。

## 雌蕊先熟
雌蕊先熟で、花が開くと花柱が花の外に伸び、受粉して下垂する。この時、自花の葯から花粉は出ていない。その後雄蕊が伸びて葯の縁が裂け、花粉を出す。これによって同一の花からの受粉が避けられる。

## 分布と生育環境
日本固有種。本州の岩手県中部から宮城県北部にかけて分布し、海岸に生育する。

## ギャラリー
- 壺形の花。仮雄蕊が1個、その下に雄蕊が4個あり、雌蕊が1個下垂する。茎先によく分枝する円錐花序をつける。花柄は細く腺毛が生える。
- 茎は細く。4稜が認められるもいちじるしくない。
- 海岸の岩場に群生している様子。